# Ászár
Ászár (vyslovováno [ásár]) je velká vesnice v Maďarsku v župě Komárom-Esztergom, spadající pod okres Kisbér. Besprostředně sousedí s Kisbérem. V roce 2015 zde žilo 1 714 obyvatel, z nichž jsou 90,3 % Maďaři, 0,9 % Němci, 0,5 % Romové, 0,3 % Rumuni a 0,2 % Slováci.
Sousedními vesnicemi jsou Bársonyos, Kerékteleki, Mezőörs a Tárkány, sousedními městy Bábolna a Kisbér.